# Hans Graupe
Hans Peter Graupe (* 15. April 1940 in Jena; † 21. Juli 2023 in Bruchköbel) war Fußballspieler im DDR-Fußballspielbetrieb. In der höchsten Spielklasse, der DDR-Oberliga, spielte er für den SC Motor Jena und den FC Rot-Weiß Erfurt. Mit dem SC Motor Jena wurde er 1960 Pokalsieger. Graupe war DDR-Auswahlspieler bei den Junioren, in der Nachwuchs- und der B-Nationalmannschaft.

## Sportliche Laufbahn

### Nachwuchsspieler
Als Georg Buschner zu Beginn der zweiten Halbserie der Saison 1958 das Training des Oberligisten SC Motor Jena übernahm, gab er einigen jungen Spielern aus der Nachwuchsabteilung des Klubs die Chance, sich in der Oberligamannschaft zu bewähren. Unter ihnen war der 18-jährige Hans Graupe, der bereits auf eine erfolgreiche Laufbahn im Jugendfußball zurückblicken konnte. 1954 gewann er mit der Jenaer Schülerauswahl die inoffizielle DDR-Schülermeisterschaft. Nachdem er 1957 mit dem SC Motor Jena im Finale des „Junge-Welt“-Juniorenpokals gestanden und beim 1:2 gegen Eintracht Braunschweig das Jenaer Tor erzielt hatte, gewann er mit den Janaern im gleichen Jahr die DDR-Juniorenmeisterschaft. Im Finale schoss er gegen den SC Lok Leipzig das siegbringende 1:0. Anfang 1958 war Graupe in den Kader der DDR-Junioren-Nationalmannschaft aufgenommen worden und hatte am 22. März beim 0:3 gegen Österreich als halblinker Stürmer sein erstes Juniorenländerspiel bestritten. Im Laufe des Jahres folgten noch drei weitere Länderspieleinsätze.

### DDR-Oberliga in Jena
Seinen Einstand in der DDR-Oberliga gab er am 17. August 1958 in der Partie des 15. Spieltages SC Motor Jena – SC Chemie Halle-Leuna (4:0) als Einwechselspieler. Bis zum Ende der Saison bestritt er insgesamt neun Oberligaspiele, darunter fünf über die volle Spieldauer, in denen er als Stürmer aufgeboten wurde. In der Rückrunde der Saison 1959 machte Trainer Buschner Hans Graupe endgültig zum Stammspieler. Nach drei Spielen als Angreifer wurde Graupe in das Mittelfeld zurückgenommen, wo er sämtliche Punktspiele bis zum Saisonende absolvierte. Auf der Position des rechten Läufers spielte Graupe auch seine dritte Oberligasaison 1960 durch. Er kam in den 26 Punktspielen 23-mal zum Einsatz und spielte auch im rechten Mittelfeld im DDR-Pokalendspiel am 7. Oktober 1960. Der SC Motor Jena gewann 3:2 nach Verlängerung gegen den SC Empor Rostock. Die erfolgreiche Saison 1960 schloss Graupe mit zwei Nachwuchsländerspielen und drei Einsätzen in der B-Nationalmannschaft ab. Zur Saison 1961/62, die wegen der Umstellung des Spielkalenders auf den Sommer-Frühjahr-Rhythmus über 39 Runden ausgetragen wurde, nahm Buschner zahlreiche Umstellungen innerhalb der Mannschaft vor, in deren Folge Graupe die linke Mittelfeldseite übernahm. Verletzungsbedingt kam er erst am 5. Spieltag zum Einsatz, bestritt danach aber alle acht folgenden Begegnungen bis zum 13. Spieltag am 11. Juni 1961. Anschließend bestritt er noch sechs Spiele mit dem SC Motor im Intercup, danach floh er kurz vor dem Mauerbau in die Bundesrepublik. Bis dahin hatte er für den SC Motor Jena 72 Pflichtspiele bestritten: 59 in der DDR-Oberliga (ein Tor), sieben nationale Pokalspiele und sechs Intercup-Spiele.

### Flucht und Bewährung
Während die DDR-Presse Graupe Verrat an seiner Mannschaft vorwarf und sich die Jenaer Spieler im gleichen Sinne äußern mussten, versuchte Graupe beim Hamburger FC St. Pauli einen Vertrag zu bekommen. Er konnte zwar beim FC, der in der Oberliga Nord spielte, am Training teilnehmen, zu einem Vertragsabschluss kam es jedoch nicht. Nachdem ihm Straffreiheit zugesichert worden war, kehrte er bereits im Oktober 1961 nach Jena zurück. Für den Leistungssport wurde Graupe zunächst gesperrt, daher schloss er sich der Betriebssportgemeinschaft (BSG) Motor Zeiss Jena an, für die er in der viertklassigen Bezirksliga und 1962/63 in der drittklassigen II. DDR-Liga spielte. Nachdem seine Sperre abgelaufen war, war er in der Spielzeit 1963/64 in der zweitklassigen DDR-Liga für die BSG Motor Weimar aktiv.

### DDR-Oberliga in Erfurt
In der Saison 1964/65 schloss sich Graupe dem DDR-Oberligaabsteiger SC Turbine Erfurt an. Dort war er mit 17 Einsätzen bei 26 Punktspielen und drei Toren am sofortigen Wiederaufstieg beteiligt. Im Sommer 1965 nahm der 25-jährige Graupe in Erfurt seine sechste DDR-Oberligasaison in Angriff. Beim inzwischen neu gebildeten FC Rot-Weiß Erfurt und dem neuen Trainer Helmut Nordhaus kam Graupe nicht über die Ersatzspielerrolle hinaus und wurde in den 26 Punktspielen in unregelmäßigen Abständen nur 13-mal auf verschiedenen Sturmpositionen eingesetzt; es gelang ihm nur ein Torerfolg. Er ging daher zur Spielzeit 1966/67 wieder zur BSG Motor Weimar zurück, wo er bis 1969 wieder in der DDR-Liga spielte.